# Pycnolejeunea contigua
Pycnolejeunea contigua là một loài Rêu trong họ Lejeuneaceae. Loài này được (Nees) Grolle miêu tả khoa học đầu tiên năm 1979.